# Рамон Баррос Луко
Рамон Баррос Луко (ісп. Ramón Barros Luco; 9 червня 1835 — 20 вересня 1919, Сантьяго, Чилі) — чилійський адвокат і політик. Президент Чилі з 23 грудня 1910 року по 23 грудня 1915 року. Член Ліберальної партії Чилі.